# Martin Johann Jenisch (Kaufmann, 1793)

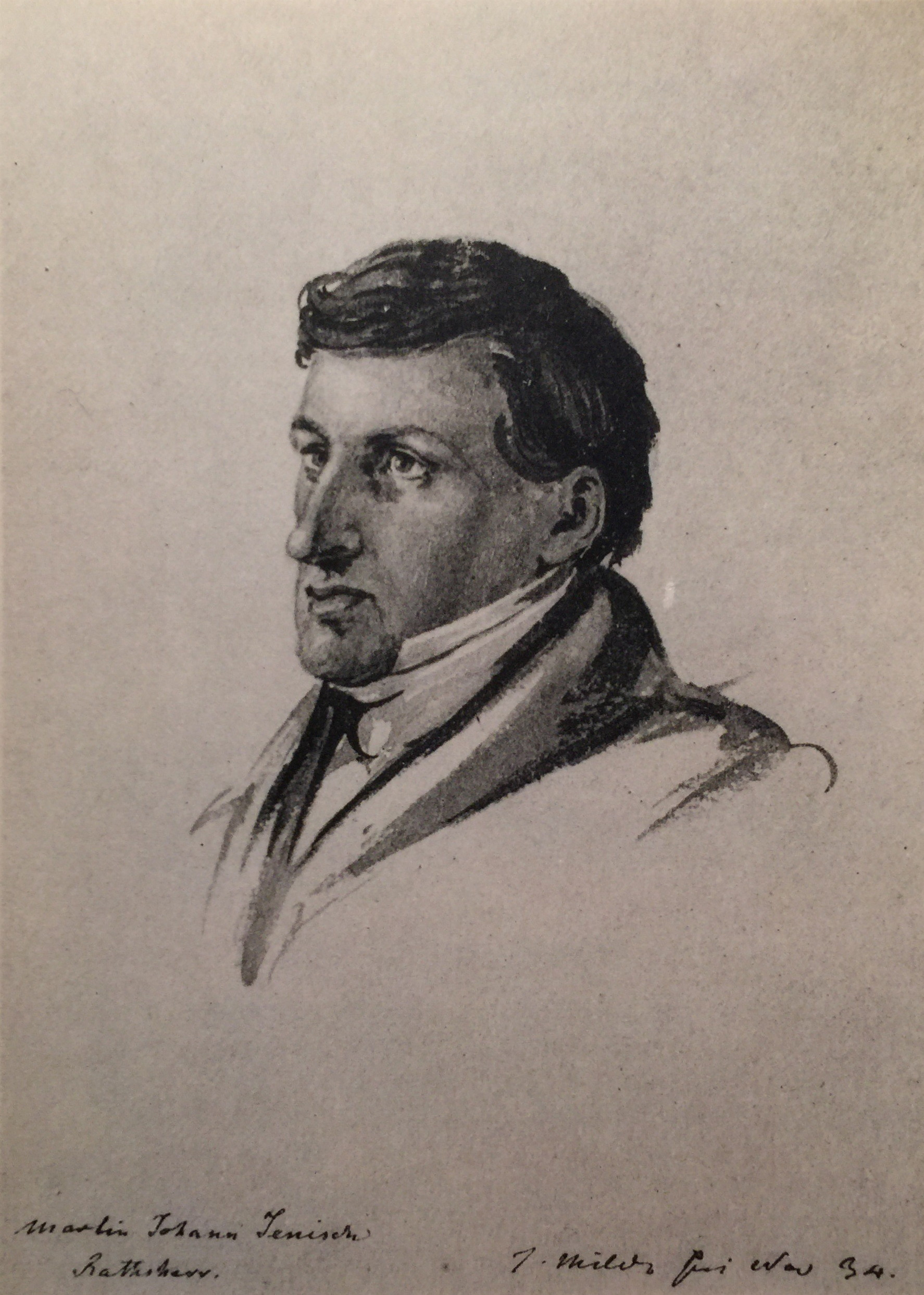
Martin Johann Jenisch der Jüngere (Aquarellskizze von Carl Julius Milde, 1834)

Martin Johann Jenisch (* 12. April 1793 in Hamburg; † 7. März 1857 in Vevey/Schweiz) war Kaufmann und ein einflussreicher Senator in Hamburg. Er ließ das Jenisch-Haus errichten.

## Leben
Geboren als Sohn des gleichnamigen Hamburger Kaufmanns und Senators Martin Johann Jenisch erbte Jenisch ein bedeutendes Vermögen, das er durch den Kauf umfangreichen Grundbesitzes in Hamburg und Holstein nachhaltig zu sichern verstand.
Besondere Verdienste erwarb sich Jenisch als „Herr des Rathes“, wie ein Senator vor 1860 genannt wurde. Jenisch wurde am 5. Februar 1827 als Mitglied der Erbgesessenen Bürgerschaft in den „Rath“ gewählt und begann seine Arbeit in der Deputation für den Marstall und als Thor- und Baumherr. 1829 wurde er in das Obergericht berufen. 1834 wechselte er als Vertreter des „Rathes“ in die Deputationen für Accise (1.), Mühlen (13.), Zollangelegenheiten (33.) und die Brotordnung (8.) und wurde Mitglied im Großen Armenkollegium. 1836 wurde er Kirchspielherr zu St. Petri und zuständig für die Bauordnung im Kirchspiel. Nach dem Brand im Mai 1842, der ein knappes Drittel der Hamburger Innenstadt zerstört hatte, wurde Jenisch Mitglied der Deputation für den Wiederaufbau und ein Jahr später auch Präses der Baudeputation. Er war maßgeblich am Wiederaufbau Hamburgs beteiligt. 1848 gab er den Vorsitz ab und wurde zusammen mit dem Senator August Christian Meier Patron der Vorstädte St. Georg und St. Pauli und übernahm auch das Patronat der Hl. Dreieinigkeitskirche in St. Georg. 1854 wurde er zudem zum Weddeherren berufen und 1855 Mitglied des Kollegiums der Scholarchen.  In diesen Funktionen blieb er bis zu seinem Tod 1857.
1828 erwarb er den umfangreichen Grundbesitz von Caspar Voght in Klein Flottbek, damals eine Landgemeinde westlich der Stadt Altona, ferner die holsteinischen Güter Blumendorf und Fresenburg bei Bad Oldesloe und die Herrschaft Kalø in Jütland. Auf seinem elbnahen Besitz in Klein Flottbek, heute der Jenischpark, ließ er durch Franz Gustav Joachim Forsmann 1831–34 oberhalb von Teufelsbrück das Jenisch-Haus errichten. In diesem befindet sich heute eine Außenstelle des Altonaer Museums.
Jenisch heiratete am 15. April 1820 Fanny Henriette, geb. Roeck (1801–1881), die Tochter des Lübecker Kaufmanns Ludwig Hermann Roeck (1731–1797). Als seine Witwe ermöglichte sie mit einer Schenkung an die Gemeinde Vevey die Finanzierung des Musée Jenisch, das 1897 eröffnet wurde.